# 畢十臣
畢十臣，字恆泰，號协公、鍾嵩，湖廣蘄水縣人，明末官員。崇禎十年進士。

## 生平
崇禎九年丙子科湖廣鄉試第十一名舉人，十年（1637年）丁丑科進士。禮部觀政，官浙江慈谿縣、直隶吴桥县知縣。弘光元年（1645年）二月，補南都監察御史。

## 家族
曾祖畢良方；祖父畢奎，乡宾；父畢大猷，萬曆三十一年癸卯科举人，囯子监学正。

## 軼事
明末某年，畢十臣是浙江慈谿知縣，曾擔任童子試的主考官，當年選拔出的第一名是桂天士。清康熙某年，當畢十臣的年齡高達九十歲時，桂天士從家裡帶了一些餅及蔬果前往畢十臣的家祝壽。當桂天士走到江西時，遇盜匪作亂，清朝官方的巡邏者看到他的相貌很奇怪，就抓住他送去見軍事長官。姚啟聖問他原由，桂天士據實以告，遂得到釋放，並獲得資助前往。到畢十臣家後，將瓜果食物摆列在桌上，點燃蜡烛，讓十臣南面而坐，自己跪拜於堂下。十臣讓全家人都出來跪拜回禮，將桂天士留在家中月餘才回去。